# Sesamia striata
Sesamia striata är en fjärilsart som beskrevs av Otto Staudinger 1888. Sesamia striata ingår i släktet Sesamia och familjen nattflyn. Inga underarter finns listade i Catalogue of Life.